# Burlington, Massachusetts
Burlington är en ort i Middlesex County i den amerikanska delstaten Massachusetts. Orten grundades den 28 februari 1799. Ursprungligen hade Burlington hört till Woburn. John och Francis Wyman hade på 1600-talet varit bland områdets första engelska bosättare och de hade år 1642 varit med om att grunda Woburn. Francis Wymans hus är en av Burlingtons främsta sevärdheter.

## Kända personer från Burlington
- Dave Lovering, musiker
- Roderick MacKinnon, neurovetenskaplig forskare